# Black Tie White Noise
| 전문가 평가                   | 전문가 평가 |
| 평가 점수                     | 평가 점수   |
| 출처                          | 점수        |
| ----------------------------- | ----------- |
| AllMusic                      | [ 1 ]       |
| Blender                       | [ 2 ]       |
| Chicago Tribune               | [ 3 ]       |
| Encyclopedia of Popular Music | [ 4 ]       |
| Entertainment Weekly          | D           |
| Los Angeles Times             | [ 6 ]       |
| Pitchfork                     | 6.8/10      |
| The Press and Journal         | [ 8 ]       |
| Rolling Stone                 | [ 9 ]       |
| The Rolling Stone Album Guide | [ 10 ]      |
| Spin Alternative Record Guide | 1/10        |
| Uncut                         | [ 12 ]      |
| The Village Voice             | B–          |

《Black Tie White Noise》는 영국의 싱어송라이터 데이비드 보위의 열여덟 번째 스튜디오 음반으로 1993년 4월 5일, 미국의 새비지 레코드와 영국의 아리스타 레코드를 통해 발매되었다. 이 음반은 보위의 록 밴드 틴 머신이 해체되고 소말리아 모델 이만과 결혼한 후 구상되었다. 이 곡은 1992년 내내 몽트뢰, 로스앤젤레스, 뉴욕의 스튜디오 사이에서 녹음되었으며, 이전에 1983년 《Let's Dance》를 공동 프로듀싱했던 보위와 나일 로저스가 프로듀싱을 맡았다. 두 사람은 처음에 이 프로젝트에 기쁨을 표시했지만 로저스는 이후 수십 년 동안 불만을 표시했다. 이 음반에는 1970년대 중반 이후 보위와 함께 일하지 않았던 피아니스트 마이크 가슨과 기타리스트 믹 론슨을 포함한 수많은 게스트 참여가 특징이다.
1992년 로스앤젤레스 폭동을 목격한 후 타이틀곡을 쓰도록 영감을 받은 《Black Tie White Noise》는 주로 인종 화합과 보위의 이만 압둘마지드와의 결혼이라는 주제로 나뉘어 있는데, 이는 여러 곡에 반영되어 있다. 보위의 유행하는 색소폰 곡과 아트 록, 일렉트로닉, 솔, 재즈, 팝, 힙합에 이르기까지 다양한 음악 스타일을 특징으로 합니다. 또한 여러 기기와 커버 버전도 포함되어 있다. 이 음반의 리드 싱글 〈Jump They Say〉는 1985년에 사망한 보위의 의붓형제 테리를 암시한다.
영국에서 브릿팝의 부상 속에 발매된 《Black Tie White Noise》는 처음에는 음악 평론가들로부터 호의적인 평가를 받았고, 일부는 그것의 실험에 찬사를 보냈고, 다른 사람들은 그것의 전반적인 결속력 부족을 비판했다. 어떤 사람들은 이 작품을 《Scary Monsters (and Super Creeps)》 (1980년) 이후 보위의 최고의 작품으로 여겼다. 이 곡은 영국 음반 차트에서 1위로 데뷔했으며, 세 곡의 싱글은 각각 영국 톱 40에 진입했다. 새비지 레코드가 해체되면서 미국에서의 홍보가 중단되었고, 그 결과 음반은 나중에 재발매될 때까지 희귀해졌다. 보위는 음반 지원을 위해 투어를 하지 않았고, 대신 동명의 영화를 함께 발매했다.
《Black Tie White Noise》는 보위의 상업적인 부활의 시작을 알렸고, 좋지 않은 평가를 받은 일련의 프로젝트들에 이어 비평적 지위를 향상시켰다. 그럼에도 불구하고, 이 음반은 이후 수십 년간 비평가들과 전기 작가들로부터 엇갈린 평가를 받았고, 많은 이들이 보위의 연기를 내내 칭찬했지만 일관성이 부족하다는 것을 발견했다. 이 음반을 기반으로 한 인터랙티브 CD-ROM이 1994년에 출시되었다. 2003년에 EMI에 의해 재발행되었고 박스 세트 《Brilliant Adventure (1992–2001)》의 일부로 2021년에 리마스터되었다.

## 배경
1988년부터 1992년까지 함께 녹음했던 록 밴드 틴 머신을 해체한 지 몇 달 후, 데이비드 보위는 그의 전 《Let's Dance》 (1983년) 협력자 나일 로저스와 함께 녹음하기 시작했다. 1991년 틴 머신 콘서트 이후 뉴욕에서 재결합한 이 두 사람은 처음으로 애니메이션 영화 《쿨 월드》를 위해 〈Real Cool World〉를 녹음했다. 1992년 8월에 싱글로 발매되어 이 영화의 사운드트랙 음반에 수록되었으며, 보위의 다음 솔로 음반의 방향을 암시하는 사운드가 특징이었다.
1990년 10월, 보위는 Sound+Vision Tour 이후 틴 머신과 함께 녹음을 재개하면서 로스앤젤레스에서 소말리아의 모델 이만 압둘마지드를 만났다. 그들은 1992년 4월 24일 스위스 로잔에서 비공개 결혼식을 올렸다. 5일 후, 두 사람은 1992년 로스앤젤레스 폭동이 시작되던 날 함께 새 집을 찾기 위해 로스앤젤레스로 돌아왔고, 신혼부부들은 호텔에 머물며 내부의 폭력을 목격해야만 했다. 보위는 나중에 "특별한 느낌이었습니다. 제 생각에 우리 마음속에 떠오른 한 가지는 다른 어떤 것보다도 감옥 폭동처럼 느껴진다는 것입니다. 마치 거대한 교도소의 무고한 수감자들이 그들의 구속에서 벗어나 탈옥하려는 것처럼 느껴졌습니다." 전기 작가 니콜라스 페그에 따르면, 결혼식과 인종 분열이 보위의 다음 음반에 영향을 주었다. 보위와 이만은 지난 6월, 수많은 연예인 하객들이 참석한 또 다른 결혼식에서 그들의 결혼을 공식화했다.

## 커버 아트
커버 아트는 사진작가 닉 나이트가 찍었다. 또한, 상감 사진에는 〈Never Let Me Down〉 뮤직 비디오의 의상을 입은 보위가 1940년대 마이크를 들고 있는 보기 모자를 쓴 셔츠 바람의 모습이 담겨 있다. 버클리에 따르면, 제목은 보위와 이만의 결혼과 보위가 실험하던 미국과 영국의 음악 스타일의 융합에 대한 논평이었다. 보위가 1970년대 중반 작가 윌리엄 S. 버로스와 인터뷰에서 언급한 컷업 기법에도 빚을 졌다. 이 음반의 작업 제목은 《The Wedding Album》이었다. 타이틀에 대해 보위는 《레코드 콜렉터》에게 말했다.
백색 소음 자체는 제가 수년 전에 합성기에서 처음 접한 것입니다. 검은색 소음과 백색 소음이 있습니다. 저는 백인들이 말하고 하는 것 중 많은 부분이 백색 소음이라고 생각했습니다. '블랙 타이'는 음악적으로 저를 음악가가 되고 싶어하게 만든 유일한 이유는 흑인 음악, 즉 미국 흑인 음악이었기 때문입니다. 저는 그 모든 것이 협상에서 오는 공격적 감정을 매우 흥분시켰다고 생각했습니다.

## 곡 목록
모든 곡들은 특별한 언급이 없는 한 데이비드 보위에 의해 작사/작곡하였다.
| #   | 제목                                           | 작사·작곡                           | 재생 시간 |
| --- | ---------------------------------------------- | ----------------------------------- | --------- |
| 1.  | 〈The Wedding (기악)〉                         |                                     | 5:04      |
| 2.  | 〈You've Been Around〉                         | 보위, 리브스 가브렐스               | 4:45      |
| 3.  | 〈I Feel Free (Feat. 믹 론슨)〉                | 피트 브라운, 잭 브루스              | 4:52      |
| 4.  | 〈Black Tie White Noise (Feat. 엘 비. 슈얼!)〉 |                                     | 4:52      |
| 5.  | 〈Jump They Say〉                              |                                     | 4:22      |
| 6.  | 〈Nite Flights〉                               | 스콧 워커                           | 4:30      |
| 7.  | 〈Pallas Athena〉                              |                                     | 4:40      |
| 8.  | 〈Miracle Goodnight〉                          |                                     | 4:14      |
| 9.  | 〈Don't Let Me Down & Down〉                   | 타흐라 민트 헴바라, 마르티네 발몬트 | 4:55      |
| 10. | 〈Looking for Lester (기악)〉                  | 보위, 나일 로저스                   | 5:36      |
| 11. | 〈I Know It's Gonna Happen Someday〉           | 모리세이, 마크 E. 네빈              | 4:14      |
| 12. | 〈The Wedding Song〉                           |                                     | 4:29      |

## 인증
| 국가                       | 인증 | 판매량/출하량 |
| -------------------------- | ---- | ------------- |
| 캐나다 (뮤직 캐나다)       | 골드 | 50,000^       |
| 일본 (RIAJ)                | 골드 | 111,850       |
| 영국 (BPI)                 | 골드 | 100,000^      |
| 요약                       |      |               |
| 전 세계                    | —    | 1,700,000     |
| ^출하량을 기반으로 한 인증 |      |               |